# Felber Gabriella
Felber Gabriella (Kiskunfélegyháza, 1961. október 18.) magyar opera-énekesnő (szoprán).

## Életpályája
Szülei: Felber Mihály és Kósa Erzsébet. Zenei tanulmányait 1976-ban kezdte a Kodály Zoltán Gimnáziumban, majd a szegedi Tömörkény István Zeneművészeti Szakközépiskolában folytatta, Berdál Valériánál. 1982-1987 között a Liszt Ferenc Zeneművészeti Főiskolán tanult Sziklay Erika vezetése alatt. A Magyar Állami Operaház 1988-ban szerződtette. Számos belföldi és külföldi (Németország, Svájc) színházban vendégszerepelt. Elsősorban Wagner-szerepeket énekelt, de ő énekelte 1989-1990 között a Zeneakadémián Puccini Lidércek című korai operájának női főszerepét.

## Színházi szerepei
A Színházi Adattárban regisztrált bemutatóinak száma: 16.
- Verdi: Rigoletto....Apród
- Wagner: A bolygó hollandi....Senta
- Wagner: Tannhäuser....Erzsébet
- Mozart: Figaro házassága....Almaviva grófné
- Wagner: A Rajna kincse....Freia
- Puccini: Angelica nővér....Kéregető nővér
- Wagner: Az istenek alkonya....Wellgunde
- Verdi: Az álarcosbál....Amelia
- Puccini: A köpeny....Georgette
- Strauss: A denevér....Rosalinda
- Janaček: Jenůfa....Jenůfa
- Gyöngyösi Levente: A gólyakalifa....Mesterné
- Verdi: Nabucco....Anna

### Egyéb színházi szerepei
- Purcell: Dido és Aeneas....Dido
- Mascagni: Parasztbecsület....Santuzza
- Mozart: Don Giovanni....Donna Anna
- Puccini: Tosca....Tosca
- Rossini: Mózes....Sinaide
- Verdi: A végzet hatalma....Leonora
- Wagner: Parsifal....Blumenmädchen